# Golfo de Nicoya

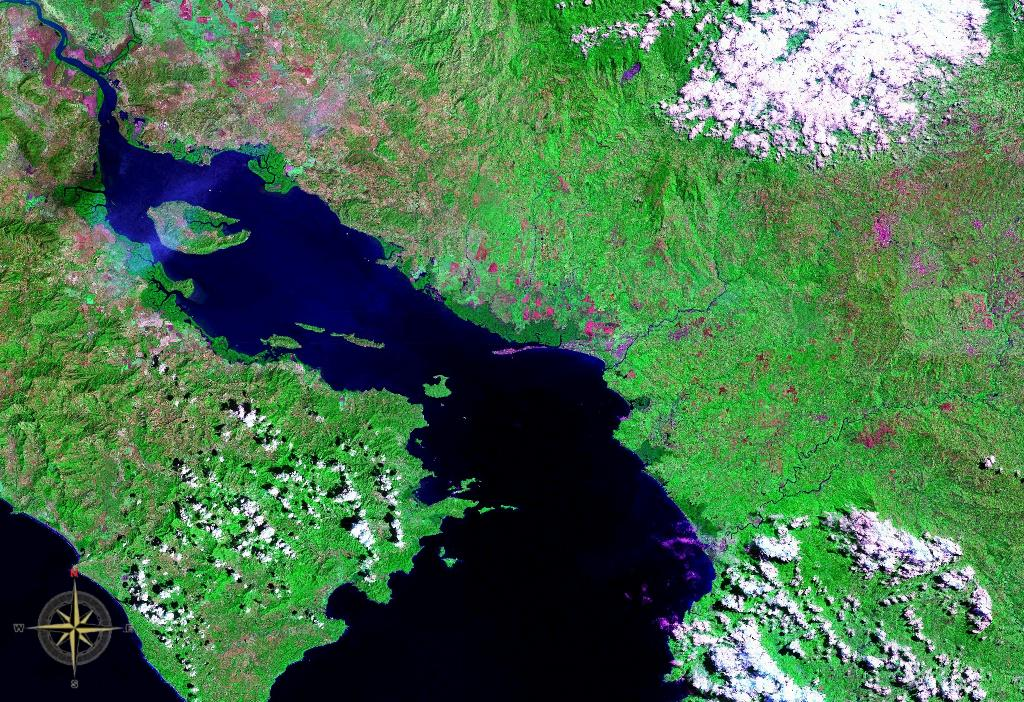
Golfo de Nicoya visto do espaço (cores falsas)

O golfo de Nicoya é um braço do oceano Pacífico, situado a 9° 47′ N, 84° 48′ O. Separa a península de Nicoya do restante território continental da Costa Rica, e inclui uma paisagem costeira e marinha composta por zonas húmidas, ilhas rochosas e falésias.

## Ilhas situadas neste golfo
- Ilha Chira
- Ilha Venado
- Ilha Caballo
- Ilha Bejuco
- Ilha San Lucas
- Ilha Gitana
- Ilha Tortuga